# Косівка (Білоцерківський район)
Косі́вка — село в Україні, у Володарській селищній громаді Білоцерківського району Київської області. Розташоване в місці впадіння річки Коса в річку Рось за 15 км на південний захід від селища Володарка. Через село проходить автошлях Р17. За 3 км на захід від села розташоване Косівське водосховище. Населення становить 430 осіб (станом на 1 січня 2021 р.).

## Історія
Перша однокласна школа в с. Косівка була заснована у 1874 році. Діяла вона під наглядом церкви. Уроки вели дяк і піп.
У 1887 році при церкві Покрови в с. Косівка громадою була заснована церковноприходська школа. Учителем був Даргоманов. У школі читались граматика (краснописаніе), арифметика, історія, Закон Божий, який читав настоятель Покровської церкви. Заняття в школі були від Покрови до Великодня (14 жовтня — 25 квітня). У школу переважно ходили хлопчики, дівчаток у школу не пускали.
У 1913 році парафію церкви прийняв В'ячеслав Крижанівський (за свідченнями, брат Крижанівського — соратника Леніна).
У 1913 році в селі були організовані два товариства: громадське і кредитне, які в 1914 році побудували в селі Банк — комерційний та школу "Семикласне училище (ці приміщення ще досі існують).
У 1915 році, коли розгорнулася революційна пропаганда проти самодержавства, священик Крижанівський під тиском поліції змушений був піти в підпілля і виїхати із села.
У 1915 році в село призначений священиком Яків Богачевський. Він, будучи прогресистом, продовжив справу попередника в громадській роботі.
З 1916 по 1922 рік із семикласного училища було випущено 72 випускники. Більшість учнів була з інших сіл. Після революції, починаючи з 1917 по 1927 рік, знову в Косівці була організована початкова школа (4 класи).
У 1927 році наказом облвно Київської губернії було утворено другу в районі (окрім Володарки) семирічну школу.
Перед війною, в 1936—1941 роках, школа зіграла велику роль у становленні культури на селі. Особливо часто на сцені сільського клубу школа показувала драматичні вистави класиків української драматургії: «Наймичка», «Назар Стодоля», «Сто тисяч», «Хазяїн», «Москаль — чарівник», «Наталка Полтавка».
Під час окупації школа була зайнята під управу. Пізніше в приміщенні обладнали майстерню по плетенню солом'яних лаптів для німецької армії.
Підручники були знищені, проте парти збереглися до 1944 року.
Під час окупації, в 1942 році, староста Козачук Овер'ян спробував відкрити школу для 1-3 класів. Але така школа існувала з вересня по грудень, німці закрили її. За час навчання діти вивчили кілька колядок та молитов.
З 31.12.1943 на 1.01.1944 року село було звільнено від нацистських загарбників.
12 січня 1944 року відбулися батьківські збори.
У 1980 році директором школи була призначена Корінчук Олена Миколаївна. При ній збудовано нову школу на 250 місць, із центральним опаленням, водогоном, спортзалом кухнею та їдальнею, майстернею.
З 2000 року при школі працює підготовча група. Школа перейменована у Косівське навчально-виховне об'єднання «Школа І-ІІ ступенів — дитячий садок».

## Населення

### Мова
Розподіл населення за рідною мовою за даними перепису 2001 року:
| Мова       | Кількість | Відсоток |
| ---------- | --------- | -------- |
| українська | 639       | 97.41%   |
| російська  | 14        | 2.13%    |
| румунська  | 3         | 0.46%    |
| Усього     | 656       | 100%     |

## Пам'ятки історії та архітектури
- Будинок кредитно-кооперативного товариства, 1913—1914 років.

## Галерея

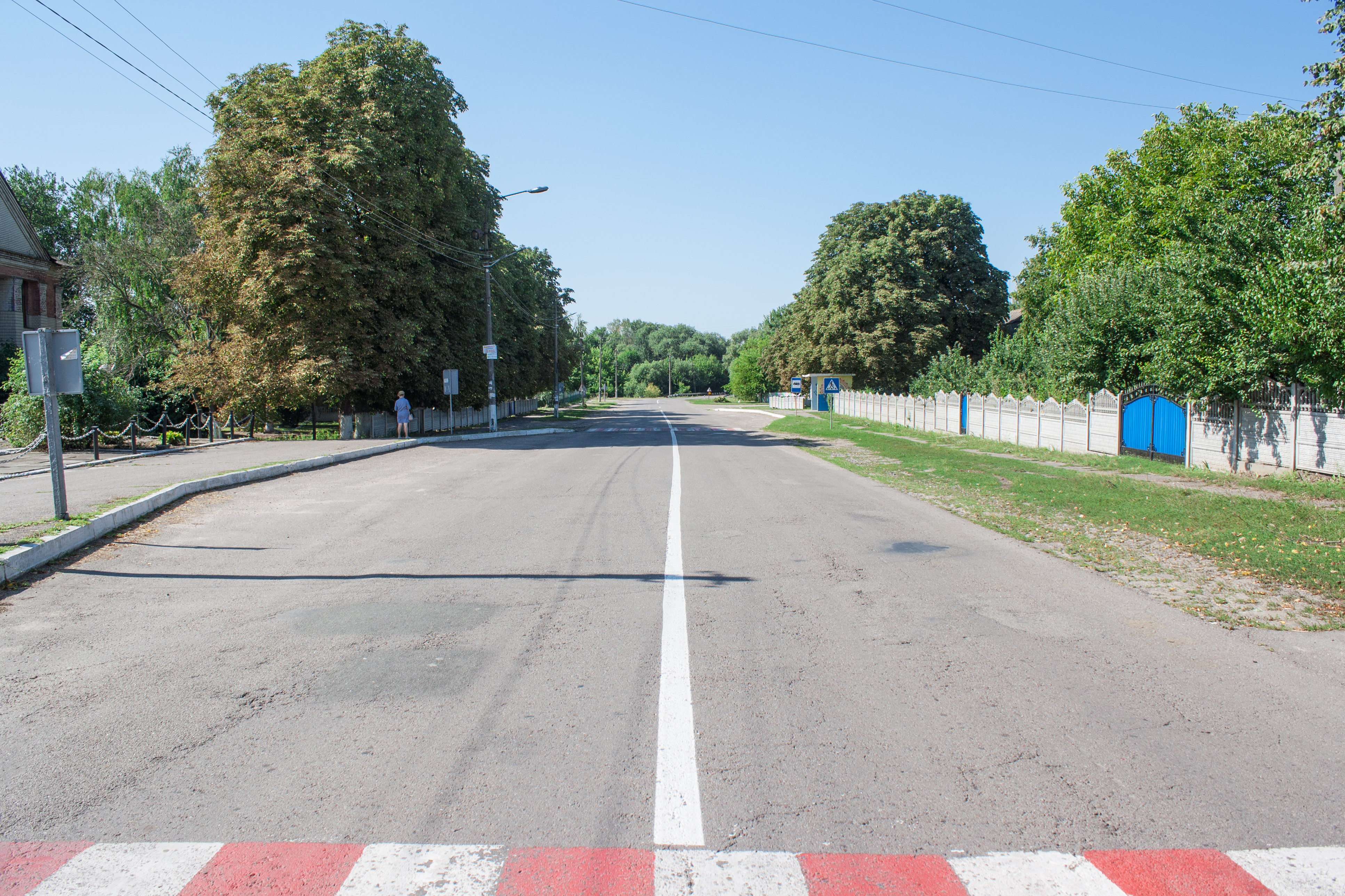
Вулиця 30-річчя Перемоги
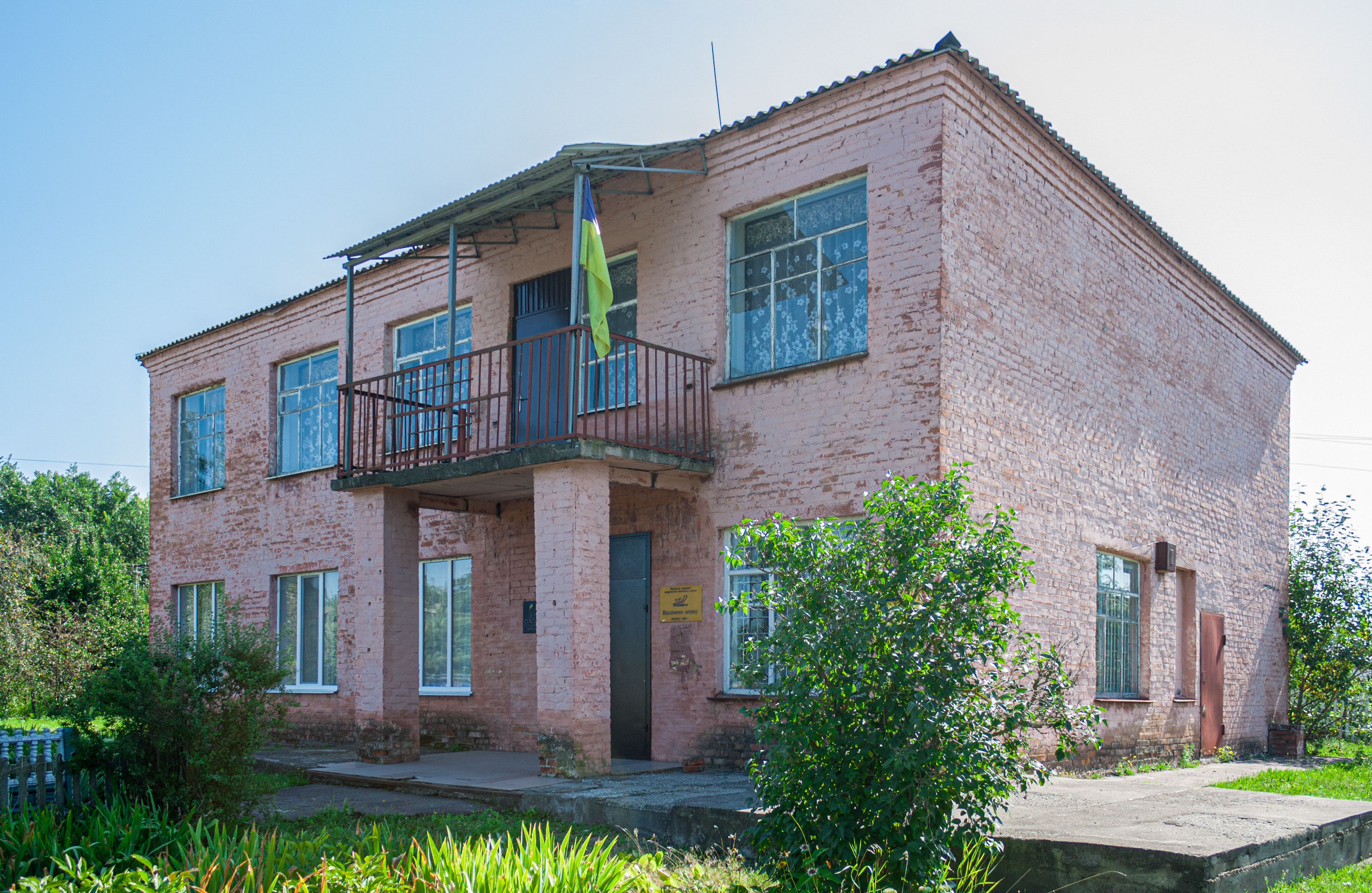
Сільська рада
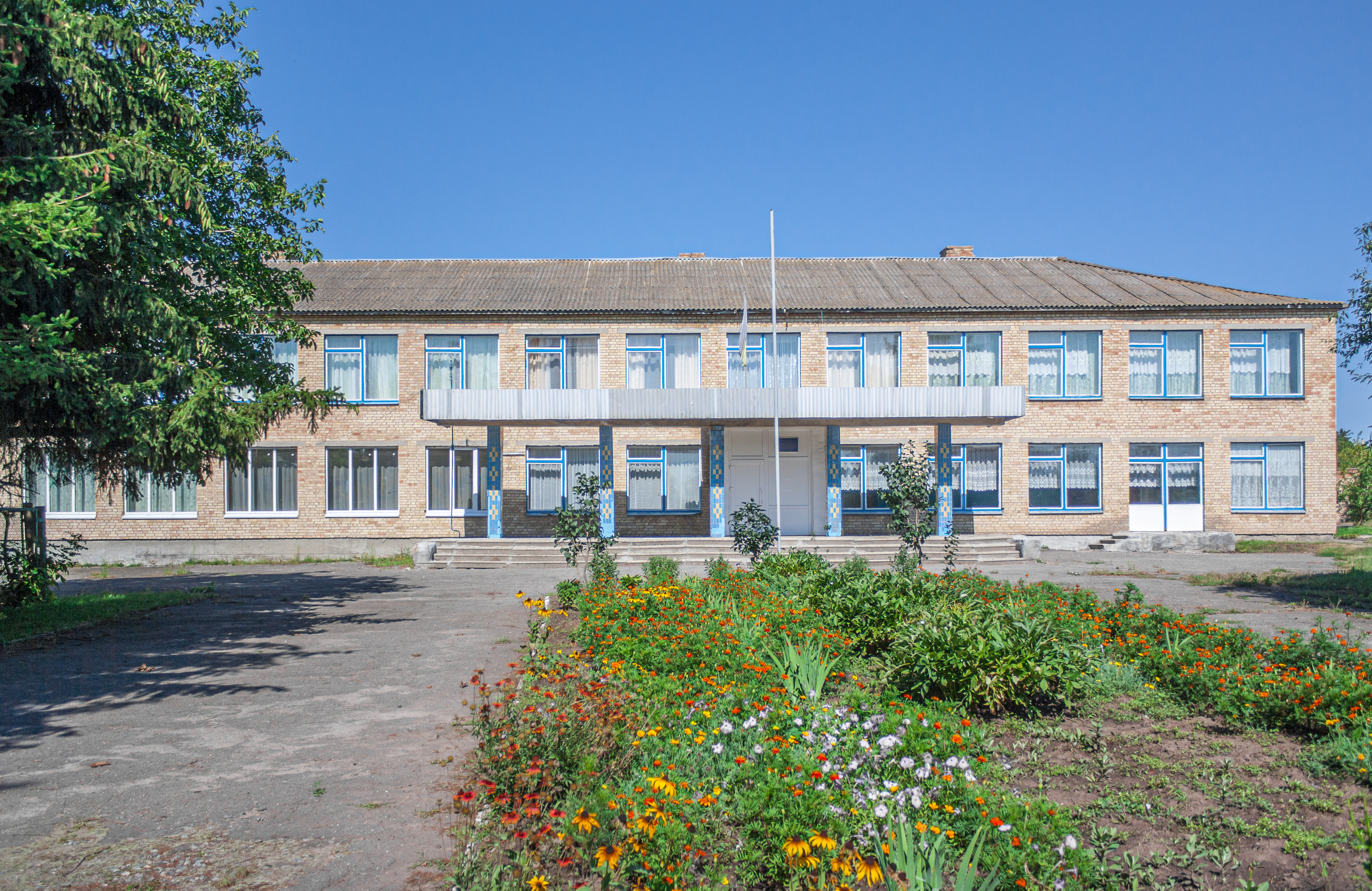
Школа
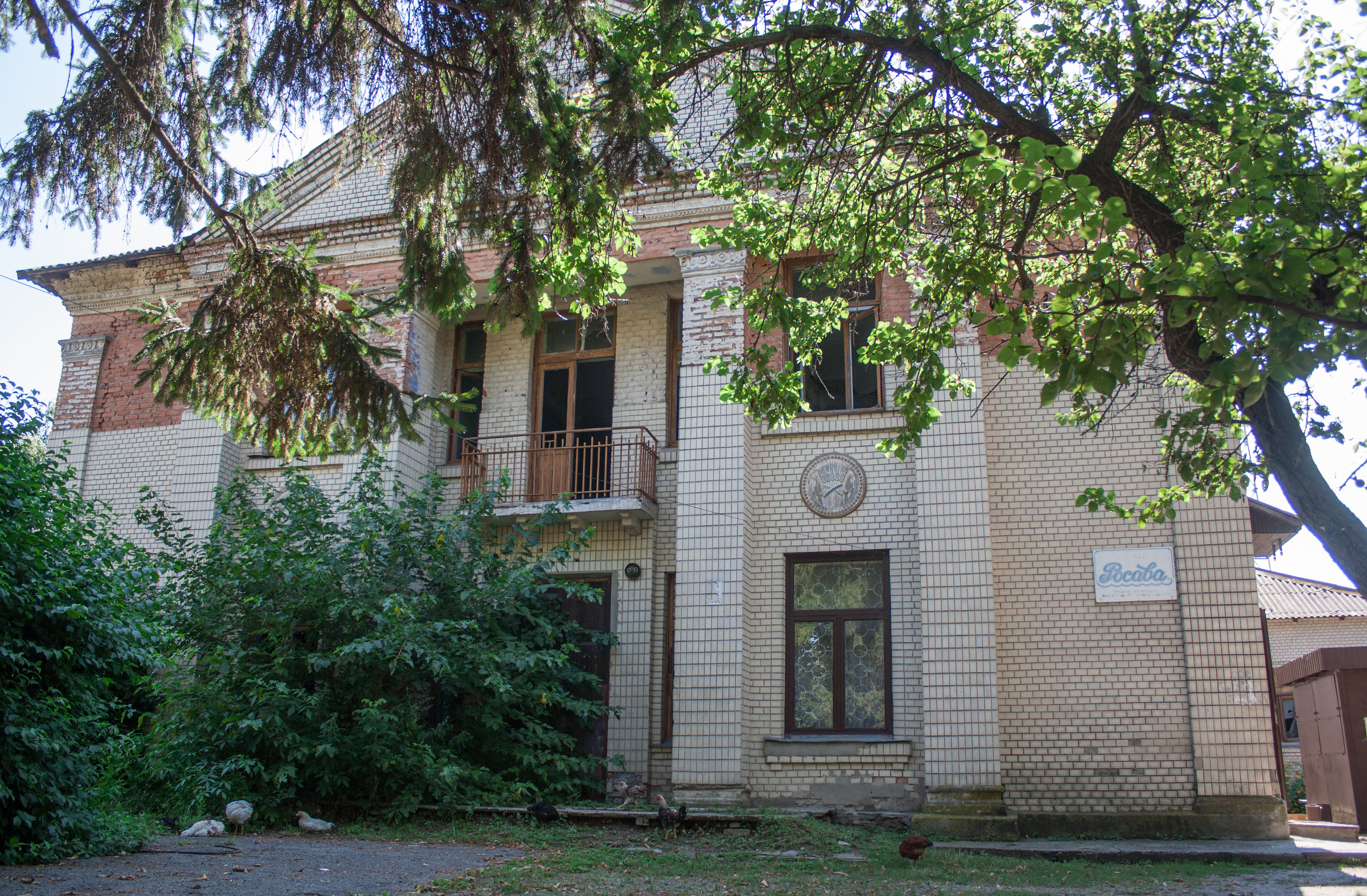
Будинок культури
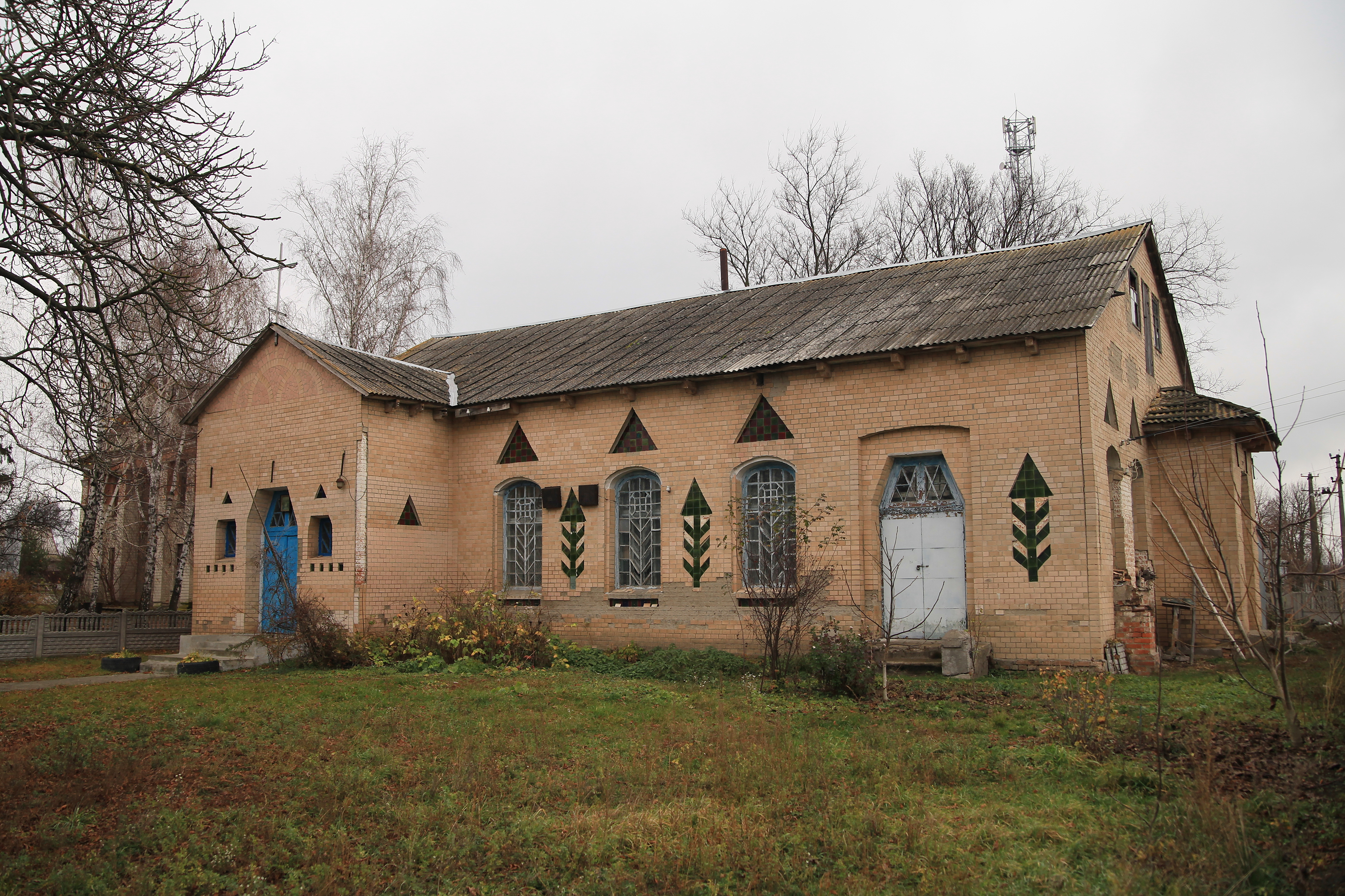
Церква (колишнє кредитно-кооперативне товариство 1914 р.)
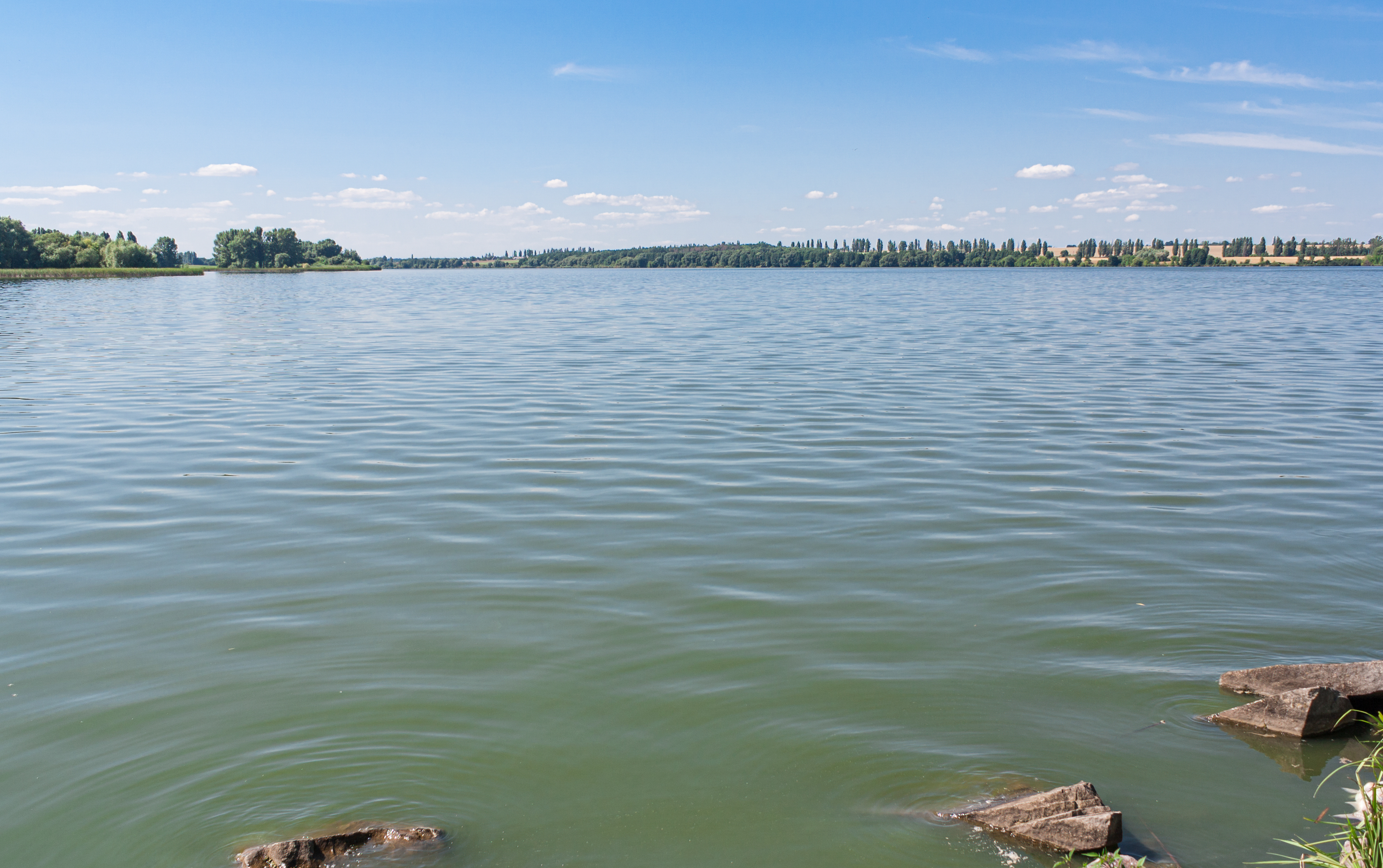
Косівське водосховище на річці Рось
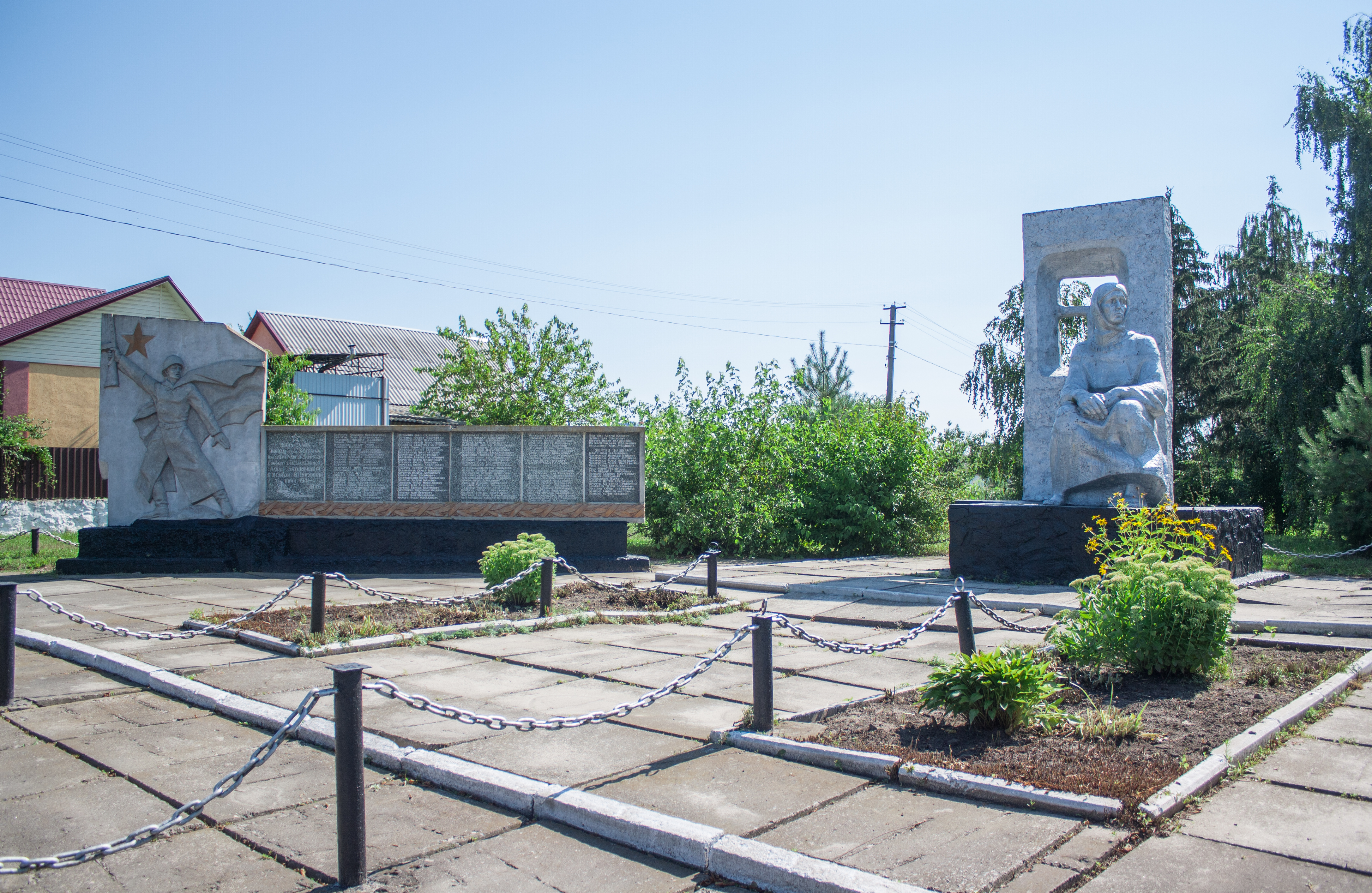
Пам'ятник на честь воїнів-односельців

## Відомі люди
- Бричка Віталій Вікторович (1994—2022) — старший солдат Збройних сил України, учасник російсько-української війни.
- Захаров Володимир Сергійович (1998-2025) - оператор десантно-штурмового взводу, учасник російсько-української війни.